# La Playa del Matorral
La Playa del Matorral este o arie protejată (arie specială de conservare — SAC, sit de importanță comunitară — SCI, arie de protecție specială avifaunistică — SPA) din Spania întinsă pe o suprafață de 95,58 ha, integral pe uscat.

## Localizare
Centrul sitului La Playa del Matorral este situat la coordonatele 28°02′56″N 14°19′47″W / 28.0489°N 14.3296°V.

## Înființare
Situl La Playa del Matorral a fost declarat sit de importanță comunitară în octombrie 1999 pentru a proteja 4 specii de animale. Alte tipuri de protecție:
- arie de protecție specială avifaunistică (în octombrie 2006)
- arie specială de conservare (în ianuarie 2010)[1][2][3]

## Biodiversitate
Situată în ecoregiunea , aria protejată conține 2 habitate naturale: Tufărișuri halofile mediteraneene și termo-atlantice (Sarcocornetea fruticosi), Dune de coastă fixe cu vegetație erbacee („dune gri”).
La baza desemnării sitului se află mai multe specii protejate de  păsări (4): Charadrius alexandrinus alexandrinus, bătăuș (Philomachus pugnax), chiră de mare (Sterna sandvicensis), turturică (Streptopelia turtur).
Pe lângă speciile protejate, pe teritoriul sitului au mai fost identificate 1 specie de păsări.